# A1 (cadena de televisión)
A1 Televizija (А1 телевизија), o simplemente A1; fue una cadena de televisión privada de Macedonia del Norte.  

## Historia
El canal inició emisiones el 22 de enero de 1993, convirtiéndose en la primera cadena privada e independiente de Macedonia del Norte tras su declaración de independencia en 1991. 
A1 transmitía contenidos de una amplia variedad de géneros, incluyendo series, cultura, arte, documentales, entretenimiento, deportes, programación infantil y su principal apuesta, los informativos, denominados A1 Vesti: boletines a las 19:00 y a las 23:00, noticias breves a las 16:00, debates y entrevistas. 
A1 TV era la cadena más vista de Macedonia del Norte, incluso más que la emisora pública MRT. En febrero de 2001 A1 fue la primera cadena en dar la noticia sobre el conflicto macedonio de 2001, cuando la periodista Snežana Lupevska y el equipo de televisión, que pretendían realizar un reportaje sobre la vida en la zona, fueron secuestrados por guerrilleros albaneses armados en la aldea macedonia de Tanuševci, situada en la frontera entre Macedonia y Kosovo.
El 2 de julio de 2008 A1 lanzó A2, su segundo canal de televisión; con una programación compuesta por series, tanto ya emitidas por A1 como nuevas; películas y programación infantil. 
El 25 de noviembre de 2010, la policía allanó las instalaciones de la emisora y prohibió trabajar a todos sus periodistas y camarógrafos. 
El 31 de julio de 2011 la Agencia de Comunicaciones Electrónicas (AEC) de Macedonia ordenó el cierre de A1 por quiebra, tras haber acumulado una deuda de 30 millones de euros.  El propietario del canal, Velija Ramkovski, y parte de la dirección estuvieron detenidos durante varios meses por evasión fiscal. Finalmente, Velija fue condenado a prisión, donde sigue permaneciendo desde entonces. 